# Walkamin
Walkamin – miasto w Australii, w stanie Queensland.